# Beauvau, Maine-et-Loire

Beauvau este o comună în departamentul Maine-et-Loire, Franța. În 2009 avea o populație de 251 de locuitori.